# Daley Blind
Daley Blind (Amsterdam, el 9 de març de 1990) és un jugador de futbol professional neerlandès, que juga actualment com a lateral esquerre, defensa central o migcampista defensiu amb el Girona FC i la selecció neerlandesa. És el fill de l'exfutbolista Danny Blind.
El 13 de maig de 2014 va ser inclòs per l'entrenador de la selecció dels Països Baixos, Louis Van Gaal, a la llista preliminar de 30 jugadors per representar aquest país a la Copa del Món de Futbol de 2014 al Brasil. Finalment va ser confirmat en la nòmina definitiva de 23 jugadors el 31 de maig.

## Palmarès
AFC Ajax
- 7 Eredivisie: 2010-11, 2011-12, 2012-13, 2013-14, 2018-19, 2020-21, 2021-22
- 2 Copes neerlandeses: 2018-19, 2020-21
- 2 Supercopes neerlandeses: 2013, 2019

Manchester United FC
- 1 Lliga Europa de la UEFA: 2016-17
- 1 Copa anglesa: 2015-16
- 1 Copa de la lliga anglesa: 2016-17
- 1 Community Shield: 2016

Fußball-Club Bayern München
- 1 Lliga alemanya: 2022-23